# Золли, Исраэль
Исраэ́ль (Эудже́нио Мария) Антон Зо́лли (итал. Eugenio Zolli; 1881, Броды, Галиция — 1956, Рим) — религиозный деятель иудаизма, затем — католичества.
Родился в галицийском местечке Броды в семье Цоллер/Золлер, представители которой уже четыре века становились раввинами. Основную часть жизни провёл в Италии. В 1927—1938 годах был профессором древнееврейского языка в Университете Падуи. C 1939 года — главный раввин Рима. В 1943 году Рим был занят немецкими войсками. 27 сентября 1943 года оберштурмбаннфюрер Капплер, начальник немецкой полиции Рима, под угрозой депортации приказал еврейской общине в 24-часовой срок передать ему 50 кг золота. Вечером этого дня было собрано только 35 кг, что заставило Золли обратиться за помощью к папе Пию XII. С помощью Папы золото было собрано, однако это не остановило нацистскую программу депортации евреев в лагеря смерти. Раввин Золли получил убежище в Ватикане, где также встречался с Папой. В июле 1944 года в римской синагоге состоялась торжественная церемония, во время которой Золли выразил свою признательность Папе за помощь, оказанную евреям во время преследований.
15 августа 1944 года, обращаясь к ректору Папского Григорианского университета иезуиту о. Паоло Децца, он выразил своё решение обратиться в католичество. 13 февраля 1945 года Золли крестился в часовне Санта-Мария-дельи-Анджели и принял имя Эудженио Мария в честь Папы Пия XII (урождённого Эудженио Пачелли). Обратившаяся вместе с ним семья подверглась ожесточённым нападкам. Сам Золли и его наследники подчёркивали, что обращением в христианство не порывают с еврейским народом.
В 1949 году Исраэль Эудженио Золли был профессором семитской письменности и древнееврейского языка в Римском университете. Он являлся также автором ряда книг и многочисленных работ по библейской экзегетике, литургике, талмудической литературе и истории еврейского народа, а также автобиографических размышлений «Перед рассветом» (Before the Dawn, 1954).